# Выборы губернатора Севастополя (2017)
Выборы губернатора города Севастополя состоялись в Севастополе 10 сентября 2017 года в единый день голосования. Губернатор избирался сроком на 5 лет. Данные выборы стали первыми прямыми выборами главы города с 1994 года.
На 1 января 2017 года в Севастополе было зарегистрировано 301 548 избирателей.
Председатель Севастопольской городской избирательной комиссии — Александр Петухов.

## Предшествующие события
18 марта 2014 года председатель координационного совета по организации Севастопольского городского управления по обеспечению жизнедеятельности Севастополя Алексей Чалый, совместно с Председателем Государственного Совета Республики Крым Владимиром Константиновым и Председателем Совета министров Республики Крым Сергеем Аксёновым, подписал с Президентом Российской Федерации Владимиром Путиным Договор о принятии Республики Крым в Российскую Федерацию. В составе России образовались субъекты — Республика Крым и город федерального значения Севастополь.
1 апреля 2014 года депутаты законодательного собрания Севастополя постановили, что высшим должностным лицом нового субъекта федерации является Губернатор города Севастополя. В этот же день они единогласно приняли решение о назначении Алексея Чалого исполняющим обязанности губернатора города..
14 апреля 2014 года Алексей Чалый предложил Владимиру Путину назначить Сергея Меняйло исполняющим обязанности губернатора Севастополя. В тот же день Меняйло был назначен исполняющим обязанности губернатора. 17 сентября 2014 года Президент РФ Владимир Путин предложил кандидатуру Сергея Меняйло для избрания на пост главы Севастополя. 9 октября 2014 года законодательное собрание Севастополя избрало Меняйло губернатором Севастополя.
С августа 2014 года Меняйло находился в конфликте с председателем законодательного собрания Севастополя Алексеем Чалым. К концу 2015 года конфликт перешёл в противостояние исполнительной и законодательной властей города, приведший к отставке Алексея Чалого.
28 июля 2016 года Сергей Меняйло ушёл в отставку с поста губернатора Севастополя по собственному желанию. За шесть дней до этого сторонники Алексея Чалого начали сбор подписей под обращением к Владимиру Путину об отправки в отставку Сергея Меняйло и инициирования проведения референдума по вопросу выборов главы Севастополя Временно исполняющим обязанности губернатора был назначен Дмитрий Овсянников.
25 ноября 2016 года Законодательное собрание Севастополя приняло во втором (окончательном) чтении закон о прямых выборах главы города.

### Ключевые даты
- 6 июня 2017 года Законодательное собрание Севастополя назначило выборы на 10 сентября 2017 года (единый день голосования).[16]
  - 26 мая опубликован расчёт числа подписей, необходимых для регистрации кандидата.[17]
  - с 6 июня по 6 июля — период выдвижения кандидатов.[18]
  - агитационный период начинается со дня выдвижения кандидата и прекращается за одни сутки до дня голосования.
- с 7 по 16 июля — представление документов для регистрации кандидатов, к заявлениям должны прилагаться листы с подписями муниципальных депутатов.[18]
- 9 сентября — день тишины.
- 10 сентября — день голосования.

## Выдвижение и регистрации кандидатов
В городе Севастополе кандидаты выдвигаются только политическими партиями, имеющими право участвовать в выборах, или их региональными отделениями.
Каждый кандидат при регистрации должен представить список из трёх человек, один из которых, в случае избрания кандидата, станет представителем правительства региона в Совете Федерации.

### Муниципальный фильтр
В Севастополе кандидаты должны собрать подписи 10 % муниципальных депутатов. При этом подписи нужно получить не менее чем в трёх четвертях внутригородских муниципальных образованиях. По расчёту избиркома, каждый кандидат должен собрать от 12 до 13 подписей депутатов не менее чем 8 внутригородских муниципальных образований.

## Кандидаты
| Кандидат           | Должность (на момент выдвижения) | Партия выдвижения      | Статус                                                                          | Кандидаты в Совет Федерации |
| ------------------ | --- | ---------------------- | ------------------------------------------------------------------------------- | --------------------------- |
| Сергей Бабурин     | главный научный сотрудник Института социально-политических исследований РАН                                                            | РОС                    | отказано в регистрации (не представлены документы, необходимые для регистрации) |                             |
| Иван Ермаков       | пенсионер | Патриоты России        | зарегистрирован                                                                 |                             |
| Илья Журавлев      | депутат Заксобрания города Севастополя, председатель комитета по городскому хозяйству                                                  | ЛДПР                   | зарегистрирован                                                                 |                             |
| Роман Кияшко       | помощник депутата Госдумы Дмитрия Новикова                                                                                             | КПРФ                   | зарегистрирован                                                                 |                             |
| Вадим Колесниченко | генеральный секретарь Крымского футбольного союза                                                                                      | ПВО                    | отказано в регистрации (не преодолел муниципальный фильтр)                      |                             |
| Николай Кряжев     | замдиректора ЧУ ДПО «Учебный центр „Кавказ“»                                                                                           | КПСС                   | зарегистрирован                                                                 |                             |
| Денис Меркулов     | пенсионер | ИПР                    | отказано в регистрации (не представлены документы, необходимые для регистрации) |                             |
| Дмитрий Овсянников | врио губернатора Севастополя | Единая Россия          | зарегистрирован                                                                 |                             |
| Виктор Резанов     | замгендиректора по правовым вопросам Коллегии судебных экспертов «Оценка, земельные отношения и иная судебно-экономическая экспертиза» | Народ против коррупции | отказано в регистрации (не преодолел муниципальный фильтр)                      |                             |
| Никита Штыков      | профессор кафедры философии и общественных наук Московского политехнического университета                                              | Зелёные                | отказано в регистрации (не представлены документы, необходимые для регистрации) |                             |

## Социологические исследования
| Опрос                             | Явка | Овсянников | Журавлёв | Кияшко | Ермаков | Кряжев | Испорчу бюллетень | Не пойду на выборы | Затруднились ответить |
| --------------------------------- | ---- | ---------- | -------- | ------ | ------- | ------ | ----------------- | ------------------ | --------------------- |
| ВЦИОМ, 10-20 августа 2017         | -    | 53 %       | 4 %      | 4 %    | 3 %     | 0 %    | 2 %               | 7 %                | 24 %                  |
| ВЦИОМ прогноз, 10-20 августа 2017 | -    | 69,5 %     | 14,3 %   | 9,3 %  | 3,2 %   | 0,4 %  | 3,3 %             | -                  | -                     |

## Итоги выборов

Карта явки на выборы.

| Место                       | Место                       | Кандидат                    | Партия                      | Голосов | %       |
| --------------------------- | --------------------------- | --------------------------- | --------------------------- | ------- | ------- |
|                             | 1.                          | Дмитрий Овсянников          | Единая Россия               | 77 406  | 71,05 % |
|                             | 2.                          | Роман Кияшко                | КПРФ                        | 17 890  | 16,42 % |
|                             | 3.                          | Илья Журавлев               | ЛДПР                        | 8286    | 7,61 %  |
|                             | 4.                          | Иван Ермаков                | Патриоты России             | 2323    | 2,13 %  |
|                             | 5.                          | Николай Кряжев              | КПСС                        | 546     | 0,50 %  |
| Недействительных бюллетеней | Недействительных бюллетеней | Недействительных бюллетеней | Недействительных бюллетеней | 2502    | 2,30 %  |
| Всего                       | Всего                       | Всего                       | Всего                       | 108 953 | 100 %   |
|                             |                             |                             |                             |         |         |
| Действительных бюллетеней   | Действительных бюллетеней   | Действительных бюллетеней   | Действительных бюллетеней   | 106 451 | 97,70 % |
| Явка                        | Явка                        | Явка                        | Явка                        | 108 953 | 34,20 % |
| Общее число избирателей     | Общее число избирателей     | Общее число избирателей     | Общее число избирателей     | 318 578 |         |

## Международная реакция
12 сентября 2017 года верховный представитель по иностранным делам и политике безопасности Европейского Союза Федерика Могерини обозначила позицию ЕС по выборам, прошедшим на полуострове. Могерини заявила, что Евросоюз не признает выборы в Крыму и Севастополе, поскольку эти территории принадлежат Украине.